# Resolució 884 del Consell de Seguretat de les Nacions Unides
La Resolució 884 del Consell de Seguretat de les Nacions Unides fou adoptada per unanimitat el 12 de novembre de 1993.
Després de reafirmar les resolucions 822 (1993), 853 (1993) i 874 (1993), el Consell va expressar la seva preocupació pel continu conflicte entre Armènia i Azerbaidjan a Nagorno-Karabakh i va condemnar les violacions de l'alto el foc entre les parts, en particular l'ocupació del districte de Zəngilan i la ciutat de Goradiz.
El Consell també va condemnar els atacs contra civils i bombardejos a l'Azerbaidjan i va demanar al Govern d'Armènia que utilitzés la seva influència per aconseguir el compliment dels acords armats armats a Nagorno-Karabagh amb resolucions anteriors del Consell de Seguretat. També va acollir amb beneplàcit la declaració del Grup de Minsk de l'OSCE sobre unilateral alto el foc.
La resolució va exigir, per part de les parts interessades, el cessament immediat de les hostilitats, la retirada unilateral de les forces d'ocupació del districte de Zangelan i la ciutat de Goradiz i la retirada de les forces d'ocupació d'altres àrees recentment ocupades de l'Azerbaidjan. Pel que fa a les violacions recents de l'alto el foc, el Consell va instar les parts a observar l'alto el foc establert a partir de contactes entre el Govern de Rússia i el Grup Minsk de l'OSCE. També va demanar a altres nacions que s'abstinguessin d'interferir en el conflicte, en particular quan els combats esclataven a la frontera entre l'Azerbaidjan i l'Iran que va provocar el trasllat de les tropes iranianes a la regió fronterera.
Finalment, el Consell va demanar al Secretari General de les Nacions Unides i als organismes internacionals que proporcionessin ajuda humanitària urgent a la població civil afectada, en particular pel que fa als desplaçats, i instaven encara més al Secretari General Boutros Boutros-Ghali i el Grup Minsk de l'OSCE continuïn informant sobre l'evolució del Consell.
Malgrat l'aprovació de la Resolució 884, van continuar els bombardejos i els combats periòdics.